# 633
633 је била проста година.

## Догађаји
- Битка код Хире

- 12. октобар – Битка код Хатфилд Чејза: Краља Едвина од Нортамбрије побеђују и убијају Пенда од Мерсије и Кадвалон од Гвинеда, код Хетфилд Чејза (Јужни Јоркшир).
- Осрик је наследио свог стрица Едвина на месту краља Деире. Принц Еанфрит се враћа из Пиктланда да преузме своју круну Бернисије (Северна Енглеска). Обојица се враћају паганству.
- Рида ратови: Абу Бакр, калифа (халифа) Рашидунског калифата, покреће војну кампању против арапског племена Кинда, које насељава област Најран (Јемен).
- 18. март – Арапско полуострво уједињено под централном влашћу Абу Бекра. Ово поставља терен за исламско освајање Персије и пад династије Сасанида.
- Април – Битка код ланаца (Кувајт) и битка на реци (Ирак): муслиманска војска (18.000 људи) под командом Халида ибн ал-Валида врши инвазију на Месопотамију и осваја одлучујуће победе.
- Мај – Битка код Валаџе: Армија Рашидунског калифата под Халидом побеђује Персијанце и њихове арапске хришћанске савезнике. Персијска војска је најмање три пута већа.
- Битка код Улаиса: Снаге Рашидунског калифата под Халидом побеђују целу персијску војску (70.000 људи) близу реке Еуфрат. Халид опседа град Хиру.
- Битка код Хире: Арапи муслимани (15.000 људи) под Халидом нападају град тврђаву Хира. Након кратке борбе грађани се предају, и доносе дарове Халиду.
- Битка код Ел Амбара: муслиманска арапска војска под Халидом опседа град тврђаву Анбар. Персијски гувернер се предаје и дозвољено му је да се повуче.
- Битка код Ајн Тамра: Муслиманска војска напада персијску граничну постају јужно од Анбара. Арапски хришћански помоћници су прегажени и предали се.
- Битка код Думат Ал-Џандала: Муслиманска војска (10.000 људи) под Халидом побеђује побуњене арапске хришћане код Думат Ал-Џандала (Саудијска Арабија).
- Новембар – Битка код Музајаха, битка код Санија и битка код Зумаила: Халид координира успешне ноћне нападе на арапске хришћане.
- 5. децембар – Четврти сабор у Толеду: краљ Сисенанд наређује сабор у цркви Свете Леокадије; епископи прихватају декрет да сви Визиготи морају да положе заклетву да ће сачувати стабилност готске нације.[
- Павлин од Јорка бежи са краљицом Етелбургом и њеном ћерком Еанфлед, старом 7 година, на југ у Кент, где је постављен за епископа Рочестера. Еанфлӕд одраста под заштитом свог ујака, краља Еадбалда од Кента.

## Смрти
- Википедија:Непознат датум — Свети Модест - хришћански светитељ и патријарх јерусалимски.